# 洞林寺站
洞林寺站是郑州地铁6号线的地铁车站，位于中华人民共和国河南省郑州市荥阳市贾峪镇郑州首创奥特莱斯西南侧的奥莱大道，以临近的洞林寺命名，于2022年9月30日随6号线一期西段的开通而启用。

## 车站结构
洞林寺站的主体结构位于奥莱大道的地下，呈东北-西南走向，为地下二层车站，B1层为站厅层，B2层为站台层。
| 1F  | 地面     | 所有出入口                                                       |
| B1F | 站厅     | 客服中心、自动售票机、行李检查、闸机、车站控制室、卫生间、母婴室 |
| B2F | █ 6号线  | 往清华附中方向（安宁路）                                         |
| B2F | 岛式站台 | 至站厅                                                           |
| B2F | █ 6号线  | 往贾峪方向（洞林湖）                                             |

### 站厅
洞林寺站的站厅位于B1层，设有客服中心、自动售票机、安全检查、车站控制室等设施。站厅由闸机和栏杆分隔为付费区和非付费区，付费区内设有自动扶梯、步梯和无障碍电梯连接站台层。在站厅近D口通道处设卫生间和母婴室。

### 站台
洞林寺站的B2层设一座岛式站台，呈东北-西南向布置，两个站台面均安装有高站台门，其中西北侧站台面由6号线下行（贾峪方向）列车使用，东南侧站台面由6号线上行（清华附中方向）列车使用。

### 出入口
洞林寺站共设有A、B（暂未启用）、C、D共4个出入口，连接地面和站厅非付费区，其中A、B口位于奥莱大道南侧，C、D口位于奥莱大道北侧，C口设有无障碍电梯。该站各出入口信息如下表。
| 洞林寺站 | 洞林寺站 | 洞林寺站 | 洞林寺站     | 洞林寺站 |
| 编号     | 路线     | 路线     | 路线         | 备注     |
| -------- | -------- | -------- | ------------ | -------- |
| 506荥阳  | 高铁西站 | ⇆        | 首创奥特莱斯 |          |

| 地铁6号线洞林寺站 | 地铁6号线洞林寺站 | 地铁6号线洞林寺站 | 地铁6号线洞林寺站 | 地铁6号线洞林寺站 |
| 编号              | 路线              | 路线              | 路线              | 备注              |
| ----------------- | ----------------- | ----------------- | ----------------- | ----------------- |
| S205              | 淮河西路公交站    | ⇆                 | 地铁6号线洞林湖站 |                   |